# Who's That Girl (Madonna)
Who's That Girl is een lied van Madonna, de eerste single van het soundtrack-album van de film Who's That Girl. Het nummer was haar tweede nummer 1-hit in de top 40, en bereikte deze positie ook in de Verenigde Staten en Engeland.

## Achtergrondinformatie
Het nummer "Who's That Girl" was er eerder dan de titel van de gelijknamige film. De film zou aanvankelijk Slammer heten, maar gezien het feit dat Madonna's toenmalige echtgenoot Sean Penn tegelijkertijd in de cel zat wegens mishandeling van een fotograaf, werd van deze titel afgezien.
Zoals wel vaker gebeurde was Madonna's filmmuziek succesvoller dan de film. Hoewel de film flopte, werden Madonna's nummers van de soundtrack stuk voor stuk grote hits.
"Who's That Girl" is een van de vijf nummer 1-hits die Madonna scoorde in Nederland. De andere vier zijn "Into the Groove", "Hung Up", "4 Minutes" en 'Give It 2 Me". Ondanks dit succes is het nummer enigszins in de vergetelheid geraakt, en het komt ook niet voor op Madonna's Greatest Hits-verzamelaars. Het wordt amper meer gedraaid op radio en TV, in tegenstelling tot Madonna-hits die nooit de nummer 1-positie bereikten maar nog steeds populair zijn, zoals "Like a virgin", "Holiday", La Isla Bonita en "Like a Prayer". Madonna zelf heeft het nummer na 1987 ook nooit meer gezongen tijdens een van haar wereldtournees.

## Videoclip
De clip van Who's That Girl is geregisseerd door James Foley, die ook de film regisseerde. Zij werkten al eerder samen voor de video's van "Papa Don't Preach" en "True Blue".
De video bestaat uit filmbeelden, en Madonna met enkele dansers bij een fontein. Dit zijn dezelfde dansers als in haar Who's That Girl World Tour, waarvan de repetities op dat moment in volle gang waren.

## Hitnotering
| Hitnotering: 11-07-1987 t/m 03-10-1987 | Hitnotering: 11-07-1987 t/m 03-10-1987 | Hitnotering: 11-07-1987 t/m 03-10-1987 | Hitnotering: 11-07-1987 t/m 03-10-1987 | Hitnotering: 11-07-1987 t/m 03-10-1987 | Hitnotering: 11-07-1987 t/m 03-10-1987 | Hitnotering: 11-07-1987 t/m 03-10-1987 | Hitnotering: 11-07-1987 t/m 03-10-1987 | Hitnotering: 11-07-1987 t/m 03-10-1987 | Hitnotering: 11-07-1987 t/m 03-10-1987 | Hitnotering: 11-07-1987 t/m 03-10-1987 | Hitnotering: 11-07-1987 t/m 03-10-1987 | Hitnotering: 11-07-1987 t/m 03-10-1987 | Hitnotering: 11-07-1987 t/m 03-10-1987 | Hitnotering: 11-07-1987 t/m 03-10-1987 |
| Week                                   | 1                                      | 2                                      | 3                                      | 4                                      | 5                                      | 6                                      | 7                                      | 8                                      | 9                                      | 10                                     | 11                                     | 12                                     | 13                                     |                                        |
| -------------------------------------- | -------------------------------------- | -------------------------------------- | -------------------------------------- | -------------------------------------- | -------------------------------------- | -------------------------------------- | -------------------------------------- | -------------------------------------- | -------------------------------------- | -------------------------------------- | -------------------------------------- | -------------------------------------- | -------------------------------------- | -------------------------------------- |
| Nummer                                 | 15                                     | 5                                      | 2                                      | 1                                      | 1                                      | 1                                      | 1                                      | 3                                      | 5                                      | 8                                      | 15                                     | 24                                     | 38                                     | uit                                    |

| Hitnotering: 04-07-1987 t/m 24-10-1987 | Hitnotering: 04-07-1987 t/m 24-10-1987 | Hitnotering: 04-07-1987 t/m 24-10-1987 | Hitnotering: 04-07-1987 t/m 24-10-1987 | Hitnotering: 04-07-1987 t/m 24-10-1987 | Hitnotering: 04-07-1987 t/m 24-10-1987 | Hitnotering: 04-07-1987 t/m 24-10-1987 | Hitnotering: 04-07-1987 t/m 24-10-1987 | Hitnotering: 04-07-1987 t/m 24-10-1987 | Hitnotering: 04-07-1987 t/m 24-10-1987 | Hitnotering: 04-07-1987 t/m 24-10-1987 | Hitnotering: 04-07-1987 t/m 24-10-1987 | Hitnotering: 04-07-1987 t/m 24-10-1987 | Hitnotering: 04-07-1987 t/m 24-10-1987 | Hitnotering: 04-07-1987 t/m 24-10-1987 | Hitnotering: 04-07-1987 t/m 24-10-1987 | Hitnotering: 04-07-1987 t/m 24-10-1987 | Hitnotering: 04-07-1987 t/m 24-10-1987 | Hitnotering: 04-07-1987 t/m 24-10-1987 |
| Week                                   | 1                                      | 2                                      | 3                                      | 4                                      | 5                                      | 6                                      | 7                                      | 8                                      | 9                                      | 10                                     | 11                                     | 12                                     | 13                                     | 14                                     | 15                                     | 16                                     | 17                                     |                                        |
| -------------------------------------- | -------------------------------------- | -------------------------------------- | -------------------------------------- | -------------------------------------- | -------------------------------------- | -------------------------------------- | -------------------------------------- | -------------------------------------- | -------------------------------------- | -------------------------------------- | -------------------------------------- | -------------------------------------- | -------------------------------------- | -------------------------------------- | -------------------------------------- | -------------------------------------- | -------------------------------------- | -------------------------------------- |
| Nummer                                 | 72                                     | 12                                     | 2                                      | 2                                      | 2                                      | 2                                      | 2                                      | 3                                      | 7                                      | 8                                      | 9                                      | 12                                     | 17                                     | 23                                     | 32                                     | 51                                     | 68                                     | uit                                    |